# A2 (motorväg, Bulgarien)
A2 är en motorväg i Bulgarien som går mellan Sofia och Varna via Veliko Tărnovo men som är byggd bara från Sofia till Yablanitsa och från Sjumen till Varna. Motorvägen planeras att vara klar år 2020.
[uppföljning saknas]